# Cristallizzazione (ingegneria)
Nell'ingegneria chimica, la cristallizzazione è un'operazione unitaria nel corso della quale una sostanza chimica disciolta in un solvente precipita in modo controllato (sotto forma di cristalli), in modo da essere separabile dal solvente stesso (ad esempio per evaporazione del solvente).
La cristallizzazione, che è un caso particolare di precipitazione, si distingue da questa in quanto si ottiene per variazione delle condizioni di solubilità e non per reazione chimica o, quanto meno, non esclusivamente come conseguenza della reazione chimica.
L'apparecchiatura utilizzata per lo svolgimento di tale operazione unitaria è detto cristallizzatore.

## Storia

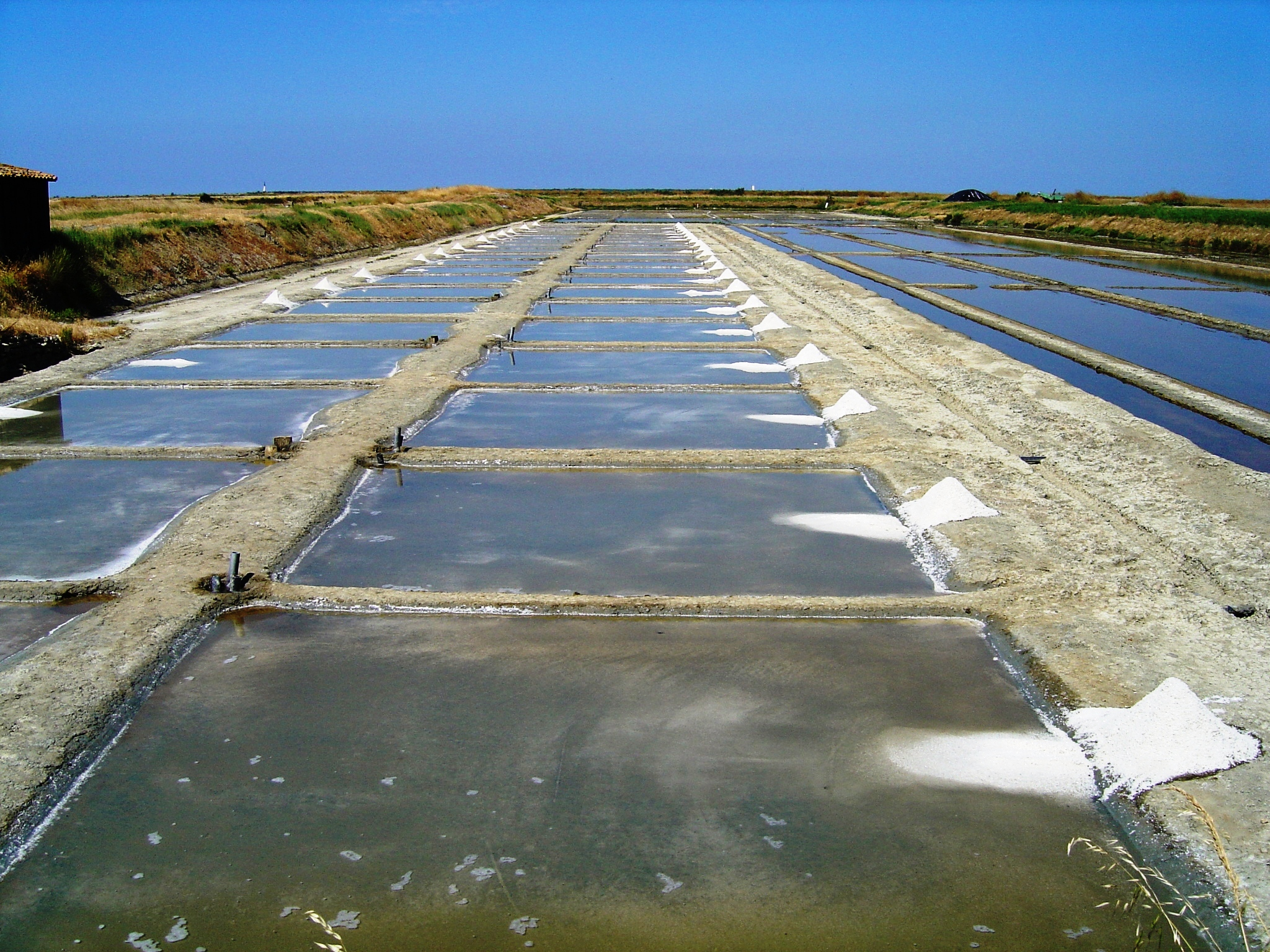
Saline di Île de Ré, Francia.

La cristallizzazione è una delle operazioni unitarie più antiche. L'uomo preistorico presumibilmente usava il cloruro di sodio lasciato negli anfratti degli scogli marini dalle onde e dall'evaporazione solare; sullo stesso principio si basa il processo di cristallizzazione evaporativa ancora oggi usato nelle saline.
In seguito si sono affermati altri processi di cristallizzazione, ad esempio nell'ambito dell'industria del saccarosio (che è il cristallo prodotto in maggiore quantità al mondo, seguito dal sale), o alla preparazione di pigmenti in polvere, ottenuti già in epoche remote per cristallizzazione da soluzioni.
In epoca moderna, lo sviluppo dell'industria chimica ha portato all'evoluzione del processo di cristallizzazione, applicato ormai a numerosi prodotti di uso comune. Sono ottenuti per cristallizzazione, con processi vari, prodotti di larghissimo uso quali il sale da cucina, lo zucchero, il solfato di sodio e molti altri.

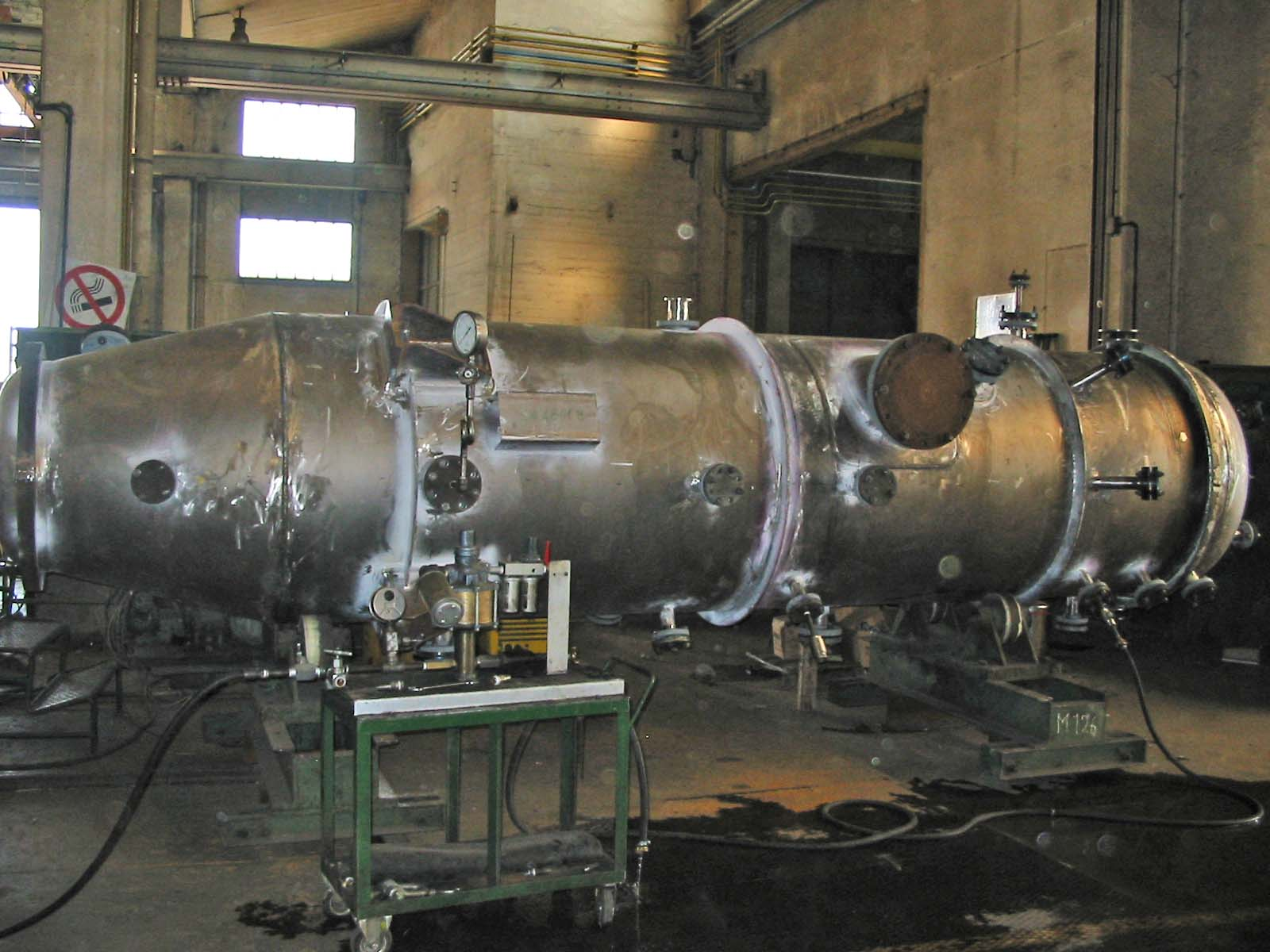
Cristallizzatore Oslo (in prova idraulica).

Di pari passo con la realizzazione di nuovi processi è progredita la tecnologia dei cristallizzatori: da semplici serbatoi nei quali, per raffreddamento o per evaporazione o per variazione di pH si otteneva il cristallo, si è giunti a macchine continue che garantiscono grande uniformità nelle caratteristiche dei prodotti. I primi cristallizzatori moderni sono stati probabilmente i modelli a calandria, ancor oggi impiegati nell'industria dello zucchero, e i cristallizzatori Oslo, che prendono il nome dalla capitale norvegese, essendo stato sviluppato per la produzione, in climi non adatti alle saline solari, di sale alimentare, di largo impiego in Norvegia nell'industria dello stoccafisso. L'Oslo è stato probabilmente il primo cristallizzatore industriale concepito espressamente per il controllo della granulometria del prodotto.

## Dinamica della cristallizzazione

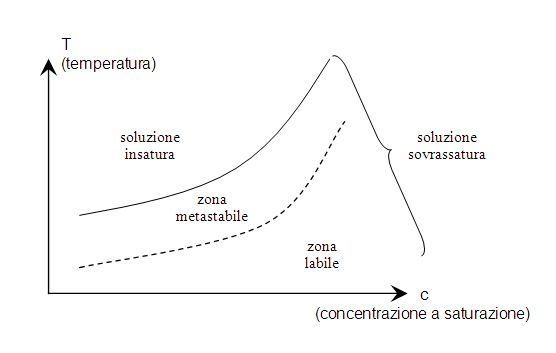
Campi di esistenza delle soluzioni insature, sature e sovrassature per un sistema a solubilità diretta.

Il cristallo si forma seguendo una struttura ben definita, determinata dalle forze che agiscono a livello molecolare.

Il passaggio di stato da liquido a cristallo (e viceversa) avviene in corrispondenza di una ben definita concentrazione critica di soluto, che è il limite di solubilità (o semplicemente "solubilità"), il quale dipende dalla natura del soluto, del solvente e dalle condizioni di temperatura e pressione; ad esempio la solubilità del cloruro di sodio (soluto) in acqua (solvente) alla temperatura di 293 K e alla pressione di 1 atm è pari a 358 g/L.

Per valori di concentrazione di soluto al di sotto del limite di solubilità, il soluto è completamente disciolto nel solvente, per cui la formazione del cristallo non può avvenire. Per valori di concentrazione di soluto che superano il limite di solubilità, l'eccesso di soluto invece precipita sotto forma di cristallo.
La differenza tra il valore reale di inizio cristallizzazione e il valore teorico di solubilità è detta sovrasaturazione {\displaystyle \Delta c}, ed è un fattore fondamentale nella dinamica di crescita del cristallo. Si ha:
{\displaystyle \Delta c=c-c_{sat}=\rho \cdot y-\rho _{sat}-y_{sat}\simeq \rho (y-y{sat})}
in cui:
- c e csat sono le concentrazioni attuale e a saturazione;
- y e ysat sono le frazioni molari attuale e a saturazione;
- {\displaystyle \rho } e {\displaystyle \rho _{sat}} sono la densità molare attuale e a saturazione (che possono essere considerate uguali essendo i liquidi pressoché incomprimibili).

Si definisce inoltre la solubilità {\displaystyle \alpha } come:
{\displaystyle \alpha ={\frac {c}{c_{sat}}}=1+{\frac {\Delta c}{c_{sat}}}=1+s}
in cui s è la frazione di sovrassaturazione.
La formazione dei cristalli dipende anche dall'esistenza di altri cristalli in soluzione. Per concentrazioni poco maggiori della concentrazione a saturazione si ha una zona detta "metastabile", in cui la precipitazione avviene solo in presenza di altri cristalli, la cui azione è quella di ridurre la tensione interfacciale necessaria alla formazione del cristallo.
La formazione del cristallo avviene per due stadi successivi:
- nucleazione
- accrescimento.

### Nucleazione

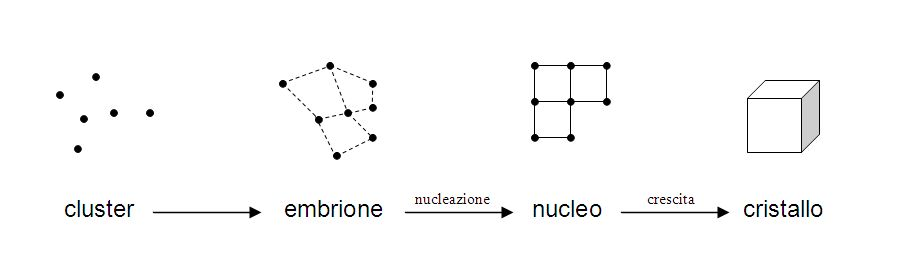
Dinamica del processo di cristallizzazione, nel caso della nucleazione primaria omogenea.

All'interno della soluzione si avranno dei punti in cui la concentrazione locale è maggiore rispetto alle zone circostanti; questi punti sono chiamati cluster.
I cluster evolvono organizzandosi in strutture con un certo ordine: questi sono gli embrioni.
Dagli embrioni si generano i nuclei, che rispecchiano fedelmente l'ordine del cristallo (ovvero hanno uguale geometria del reticolo cristallino), ma hanno dimensioni ancora microscopiche.
La nucleazione (breeding) può avvenire secondo diversi meccanismi. Quello descritto sopra è il meccanismo di nucleazione primaria omogenea, che è strettamente correlato alla sovrassaturazione. Più precisamente si possono avere i seguenti meccanismi di nucleazione:
- nucleazione primaria omogenea
- nucleazione primaria eterogenea
- nucleazione spuria
- nucleazione secondaria

Per il meccanismo della nucleazione primaria omogenea vale la legge di Kelvin:
{\displaystyle log(\alpha )={\frac {4V_{M}\sigma }{\nu RTL}}}
in cui {\displaystyle \sigma } è la tensione interfacciale, {\displaystyle V_{M}} il volume molare del cristallo (espresso in {\displaystyle m^{3}/mol}), {\displaystyle \nu } il coefficiente di dissociazione, {\displaystyle T} la temperatura assoluta (in kelvin) e {\displaystyle L} la dimensione del cristallo.
Il meccanismo di nucleazione primaria omogenea necessita in teoria di valori di sovrassaturazione elevatissimi, quindi nella realtà si avrà nucleazione per altra via, ad esempio per nucleazione primaria eterogenea. In questo secondo caso, il nucleo si forma sulla faccia di una parete estranea alla soluzione (per esempio impurezze disciolte, o superfici della girante e del serbatoio). In questa maniera, è richiesta una tensione interfacciale minore per la formazione del nucleo.
Si può avere inoltre nucleazione spuria:
- per immissione di cristalli: si ha quando si aggiungono in soluzione[2] dei cristalli che siano dotati di accrescimenti dendritici (ad esempio scarti del processo di cristallizzazione reimmessi all'alimentazione) alla loro superficie, i quali fungono da nuclei
- per rottura di cristalli:
- per accrescimento di aghi: gli accrescimenti dendritici sul cristallo, dovuti ad una velocità di accrescimento elevata, possono rompersi, creando così dei nuclei

Un ultimo meccanismo di nucleazione è la nucleazione secondaria: sulla superficie del cristallo si formano embrioni, che vengono successivamente rilasciati ad opera dell'attrito tra i cristalli. Questo meccanismo dipende sia dalla sovrassaturazione sia dalla concentrazione della fase solida.
Possiamo esprimere la velocità di nucleazione {\displaystyle B_{0}} come il numero di nuclei generati entro un certo volume in un determinato intervallo di tempo, ovvero:
{\displaystyle B_{0}={\frac {nuclei}{volume\cdot tempo}}=K_{N}\cdot \Delta c^{m}\cdot M_{T}^{J}}
Essendo {\displaystyle M_{T}} la massa di solidi per volume di sospensione.

### Accrescimento

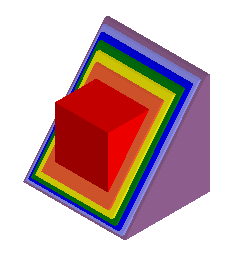
Accrescimento del cristallo (ogni colore corrisponde ad un uguale volume di cristallo).

Una volta che si è formato il primo abbozzo di cristallo, detto "nucleo", questo agisce come punto di aggregazione delle molecole instabili (a causa della sovrasaturazione) di solvente che entrano in contatto con lui (o entrano nel suo raggio di influenza), e quindi il cristallo si ingrandisce per strati successivi, un po' come una cipolla (vedi figura: ogni colore mostra la stessa massa di soluto, che realizza spessori decrescenti a causa dell'aumento di superficie del cristallo). La quantità di soluto sovrasaturo che il nucleo riesce a catturare nell'unità di tempo, detta velocità di accrescimento (growth rate) ed espressa in kg/(m2*h), è un valore specifico del processo, in quanto dipende da numerose caratteristiche fisiche, quali ad esempio la tensione superficiale della soluzione, la pressione, la temperatura, e la velocità relativa del cristallo nella soluzione.
Si comprende quindi che i fattori determinanti da considerare sono:
- valore della sovrasaturazione, in quanto indice della quantità di prodotto disponibile all'accrescimento del cristallo;
- quantità di superficie di cristallo presente nell'unità di massa fluida, in quanto indice della capacità di fissare nuove molecole sulla superficie dello stesso;
- tempo di stazionamento, in quanto indice della probabilità che una molecola di soluto entri in contatto con la superficie del cristallo;
- regime idraulico, in quanto indice della probabilità che la molecola di soluto venga fissata al cristallo (maggiore in regime laminare, minore in regime turbolento, ma la relazione è inversa relativamente alla probabilità di contatto).

Mentre il primo valore dipende più dalle caratteristiche fisiche della soluzione, ed è quindi difficile da gestire, gli altri fanno la differenza tra un buon cristallizzatore ed uno cattivo.
La velocità di accrescimento (growing) del cristallo è data da:
{\displaystyle G={\frac {dL}{dt}}=K_{G}\cdot \Delta c^{n}}
Si nota che la velocità di accrescimento non dipende dalle dimensioni L del cristallo.

## Classificazione dei processi di cristallizzazione
Poiché i fattori che influenzano la solubilità sono soprattutto concentrazione e temperatura, si possono distinguere due famiglie di cristallizzatori:
- i cristallizzatori raffreddanti
- i cristallizzatori evaporativi

essendo però chiaro che la distinzione non è così netta, in quanto esistono degli ibridi, nei quali il raffreddamento avviene per evaporazione, e quindi con contemporanea concentrazione della soluzione. Esistono inoltre anche altre tecniche di cristallizzazione effettuate aggiungendo degli agenti materiali di separazione (AMS), creando dei sistemi ternari (in genere piuttosto complessi) che di fatto modificano le condizioni di saturazione, o meglio il prodotto di solubilità:
- salting out: si aggiunge un co-solvente al sistema in modo da favorire la precipitazione del soluto.
- precipitazione: si aggiunge un altro soluto al sistema che agevola la precipitazione del soluto a cui siamo interessati

### Cristallizzatori per raffreddamento

#### Applicazione

Curve di solubilità per sistemi a solubilità diretta e inversa.

La grande maggioranza dei composti chimici, posti in soluzione alla grande maggioranza dei solventi hanno caratteristiche di solubilità cosiddetta diretta, ossia il valore di solubilità cresce al crescere della temperatura. Nei sistemi a solubilità inversa, meno comuni, la solubilità invece diminuisce all'aumentare della temperatura.

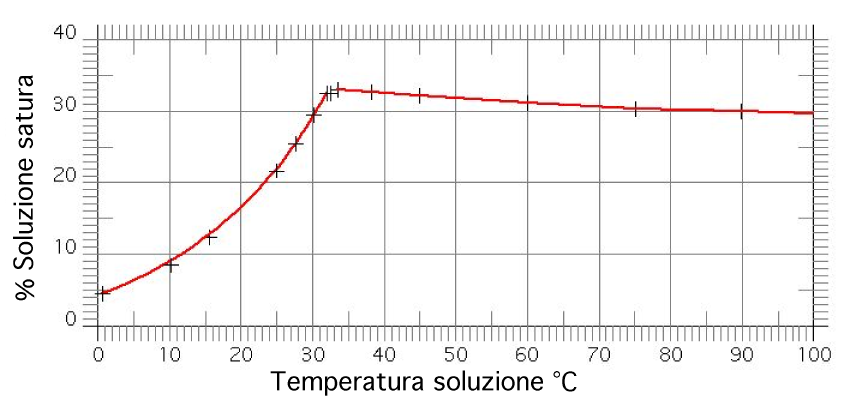
Solubilità del sistema Na_{2}SO_{4} - H_{2}O

Per i sistemi a solubilità diretta, è quindi evidente che, se le condizioni lo consentono, raffreddando la soluzione si abbia formazione di cristallo, col vantaggio aggiuntivo di ottenere una concentrazione residua inferiore. Ovviamente il concetto di raffreddamento è relativo: negli acciai si ottengono cristalli di austenite a temperature ben oltre i 1000 °C. Questo tipo di processo è impiegato, ad esempio, nella cristallizzazione del sale di Glauber. Si osservi nella figura, che mostra in ascisse le temperature, e in ordinate il valore di solubilità in percentuale in peso, come la solubilità del solfato diminuisca rapidamente al di sotto dei 32.5 °C. Se ho ad esempio una soluzione satura a 30 °C, e la raffreddo a 0 °C (cosa possibile grazie all'abbassamento crioscopico), ottengo la precipitazione della quantità di solfato che compete alla riduzione della solubilità dal 29 % al 4.5 % circa (in realtà un po' di più, poiché il solfato, precipitando in forma decaidrata, sottrae acqua, cioè solvente, alla massa, aumentando così la propria concentrazione).
I limiti di impiego dei cristallizzatori per raffreddamento stanno nei seguenti aspetti:
- a bassa temperatura, molti composti precipitano in forma idrata: ciò è accettabile nel caso del sale di Glauber, ma in altri casi può essere indesiderato, ad esempio perché l'acqua di cristallizzazione necessaria alla forma stabile è più di quella disponibile nella soluzione, causando la formazione di un blocco unico (caso ad esempio del cloruro di calcio);
- poiché la cristallizzazione avviene per raffreddamento, si ha la massima sovrasaturazione nei punti più freddi. Questi, nella maggioranza dei casi, sono i tubi dello scambiatore di calore che quindi diventano sensibili al deposito di cristalli, con conseguente riduzione o cessazione dello scambio termico;
- al diminuire della temperatura, in genere aumenta la viscosità delle soluzioni. Una viscosità alta, oltre a dare problemi di pompaggio, può disturbare il processo di cristallizzazione a causa del regime laminare che genera.
- e, soprattutto, non è applicabile ai composti che hanno caratteristica di solubilità inversa, per i quali cioè la solubilità decresce al crescere della temperatura (si veda in figura l'andamento oltre la temperatura di transizione di 32,5 °C).

#### Tipologie costruttive
I più semplici cristallizzatori per raffreddamento sono dei serbatoi agitati, in cui si ottiene un abbassamento della temperatura per scambio termico con un fluido intermedio freddo che circola nella camicia. Macchine così semplici sono impiegate nei processi discontinui, ad esempio nell'industria farmaceutica, ma sono soggette a frequente sporcamento delle superfici di scambio, e quindi a pulizie frequenti.
Una variante è costituita da serbatoi agitati nei quali sono immersi tubi flessibili in materiale antiaderente (solitamente PTFE), all'interno dei quali circola una soluzione fredda. La circolazione del fluido causa lo sbattimento dei tubi ed il distacco dei cristalli che ad essi avessero aderito. Adatti a piccole installazioni, sono soggetti a frequenti rotture dei tubi.

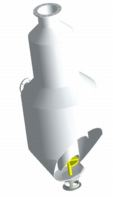
Cristallizzatore tipo DTB

Cristallizzatori di maggiore capacità sono in genere del tipo a circolazione forzata (in inglese forced circulation crystallizer). In essi un organo di pompaggio (una pompa oppure un agitatore ad elica assiale consente di mantenere la torbida di cristalli in sospensione omogenea anche attraverso le eventuali superfici di scambio; variando la portata della pompa di fatto controllo il volume di contatto dei cristalli con la soluzione sovrasatura, e riesco ad ottenere velocità sulle superfici di scambio abbastanza alte da contrastare lo sporcamento. Molti di questi cristallizzatori sono raffreddati per espansione: se ho un liquido alla temperatura T0 e lo inserisco in un ambiente ad una pressione P1 tale che la temperatura T1di saturazione del liquido a pressione P1 sia inferiore a T0, ecco che il liquido cederà calore per quanto compete alla differenza di temperatura, portandosi a temperatura T1 ed evaporando una quantità di solvente il cui calore latente sia uguale alla differenza entalpica tra le condizioni a T0 e T1. In parole povere, ho raffreddato la soluzione per evaporazione, ottenendo così anche una certa concentrazione della soluzione.

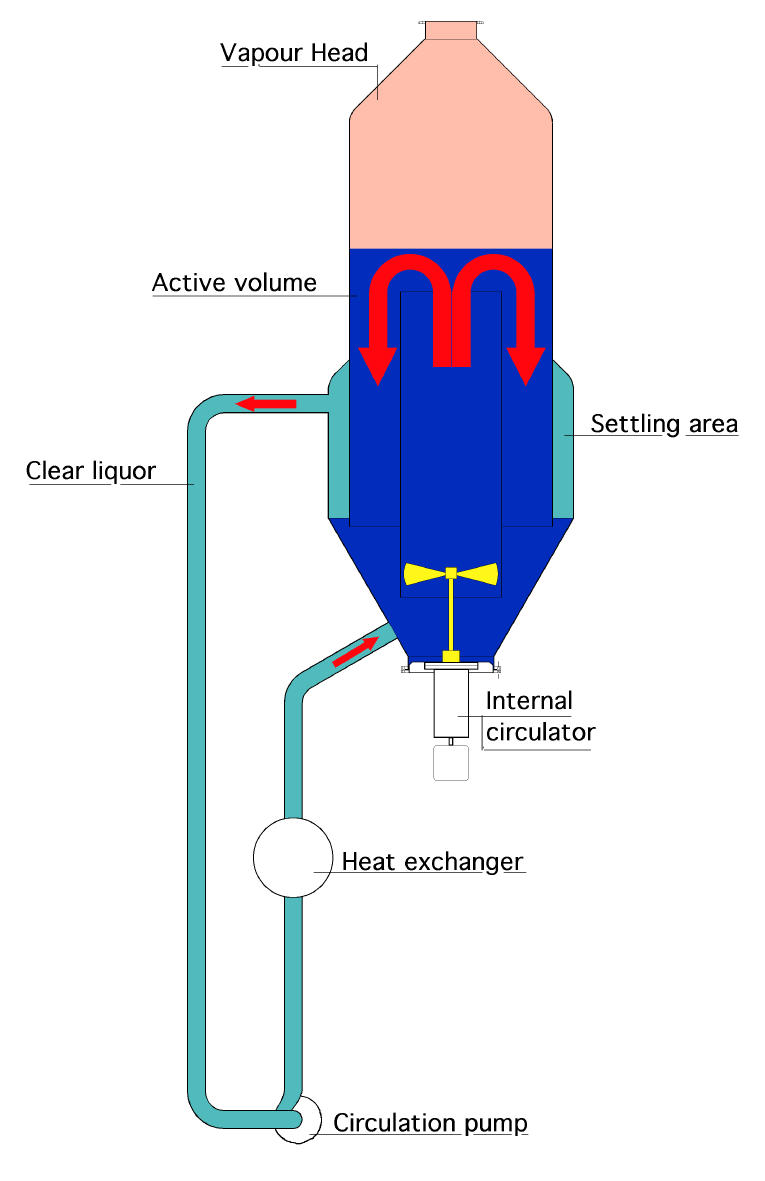
Schema di un cristallizzatore tipo DTB

Un modello un po' particolare è il cosiddetto cristallizzatore Swenson-Walker, costituito da un serbatoio semicilindrico ad asse orizzontale, all'interno del quale ruota una coclea cava, o un pacco di dischi cavi, immersi per metà, in cui circola un fluido intermedio freddo. i cristalli si depositano sul fondo o aderiscono alla coclea; un raschiatore posto sopra il livello liquido stacca i cristalli aderenti che ricadono nel liquido.
Qualunque sia la forma del cristallizzatore, per tenere conto dei parametri sopra indicati, è importante controllare il tempo di ritenzione e la quantità di cristalli, in modo da ottenere le migliori condizioni di superficie specifica del cristallo, e quindi l'accrescimento più rapido. Ciò si ottiene realizzando una zona di separazione dei cristalli dalla massa liquida, solitamente per sedimentazione naturale. In genere i cristalli vengono riciclati nella massa liquida, mentre la soluzione chiarificata (ed esausta) viene estratta. Un caso tipico di applicazione è il cristallizzatore tipo DTB (Draft Tube and Baffle), ideato da Richard C. Bennett alla fine degli anni '50. (si narra anzi che il nome derivi da quello dell'inventore, detto Dick Bennett, ma nessuno ha mai trovato la ragione della T). Nel DTB (vedi figura) la circolazione è assicurata da un'elica a flusso assiale (in giallo) intubata che spinge verso l'alto, mentre all'esterno del cristallizzatore vero e proprio vi è una corona circolare in cui la soluzione esausta risale a bassa velocità, consentendo la sedimentazione dei cristalli, che vengono risucchiati dal flusso discendente. Si ottiene così un controllo quasi perfetto di tutti i parametri della cristallizzazione.

### Cristallizzatori evaporativi
L'altra possibilità è di sfruttare, a temperatura più o meno costante, la precipitazione dei cristalli all'aumentare della concentrazione del soluto al di sopra del limite di solubilità. Per fare ciò devo rimuovere parte del solvente, e questo viene fatto per evaporazione.
La grande maggioranza dei cristallizzatori industriali funziona per via evaporativa. Ne sono esempio i cristallizzatori di cloruro di sodio e di saccarosio, che da soli costituiscono la metà della produzione annua di cristalli nel mondo. Il modello più utilizzato è certamente quello a circolazione forzata (vedi evaporatore).
Le considerazioni sul controllo dei parametri valgono anche per la cristallizzazione evaporativa.